# Richardiidae
Richardiidae (лат.) — семейство насекомых из отряда двукрылых надсемейства Tephritoidea.

## Внешнее строение
коренастые или стройные мухи длина тела от 3 до 15 мм. На голове нет фронтальных щетинок, имеется только одна орбитальная щетинка. Крылья обычно со срединной перевязью и пятном на вершине. У представителей подсемейства Epiplateinae костальная жилка с разрывом при впадении субкосальной и плечевой жилки. У Richardiinae только имеется субкостальный разрыв. У самок две сперматеки.

## Биология
Личинки развиваются в цветках и побегах растений. Некоторые виды являются вредителями культурных растений, например вид Melanoloma viatrix вредит в культурах ананасов (Ananas comosus). Некоторые виды вероятно являются сапрофагами, развиваются в разлагающихся веществах растений и животных. Мухи являются опылителями растений. Виды рода Omomyia отмечены на цветках юкки.

## Генетика
Кариотип описан у вида Setellia pernix, насчитывает пять парами хромосом.

## Классификация
В современной фауне около 170—200 видов из 32 родов.

## Палеонтология
В ископаемом состоянии известны из отложений эоцена и олигоцена.

## Распространение
Распространение ограничено преимущественно Неотропической областью, на север до юга США.